# Клочков, Андрей Ильич
Андрей Ильич Клочков (1897 — 1938) — сотрудник органов охраны правопорядка, старший майор милиции (1936).

## Биография
С марта 1934 по февраль 1935 начальник Управления рабоче-крестьянской милиции УНКВД Свердловской области.
С 11 марта 1938 являлся начальником Управления рабоче-крестьянской милиции НКВД УССР. 
Депутат Верховного Совета Украинской ССР I-го созыва от Днепропетровской области. Осуждён по 1-й категории (расстрел), приговор приведён в исполнение 1 сентября (по другим данным 20 августа) 1938.

### Звания
- старший майор милиции, 11 июля 1936.

### Награды
- орден Красной Звезды;
- знак «Почётный сотрудник госбезопасности» (1924, 1934);
- знак «Почётный работник рабоче-крестьянской милиции» (1934).